# Ясуи, Сотаро
Сотаро Ясуи (яп. 安井 曾太郎 Ясуи Со:таро:,  17 мая 1888, Киото — 16 декабря 1955, Юкагава, префектура Канагава) — японский художник.
Сотаро Ясуи родился в семье крупного торговца шерстью. Начал своё художественное обучение в Сёгоин Ёга Кэнкёдзё (Исследовательском институте западной живописи Сёгоин), ученик Асаи Тю. В 19-летнем возрасте Ясуи уезжает в Париж, где учится в Академии Жюлиана у Жан-Поля Лорана (с 1907 по 1914 год).
В начальный период творчества в полотнах Ясуи чувствуется влияние Густава Курбе, в более поздних — Сезанна. После возвращения на родину Ясуи, хотя и продолжает писать свои полотна согласно западной традиции, но постепенно освобождается от творческой зависимости от французской школы и вырабатывает свой собственный художественный стиль. В 1936 году художник создаёт, совместно с несколькими другими живописцами, группу Иссуй-кай (яп. 一水会).
На протяжении многих лет Сотаро Ясуи был известен как выдающийся портретист.

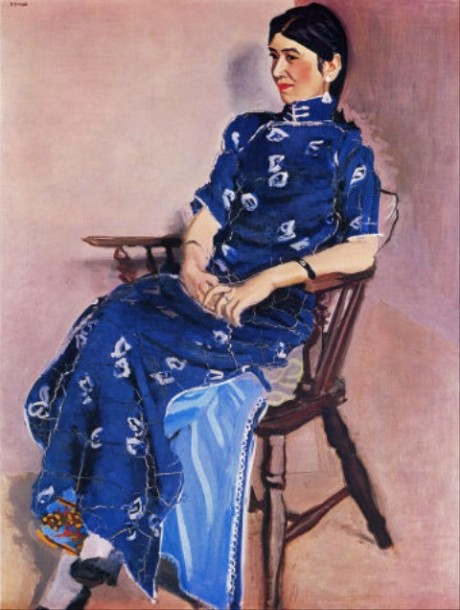
Ясуи Сотаро Портрет Цзинь Жун (金蓉, 1934)